# 主顧聖母堂
主顧聖母堂（英語：Our lady of Providence Chapel）是位於臺中市沙鹿區靜宜大學的天主教小圣堂，始建於2016年11月26日，並於2019年12月6日落成。其名稱典故源自創辦靜宜大學的蓋夏姆姆（Sister Marie Gratia Luking）所屬之主顧修女會。

## 特色

### 外型
主顧聖母堂由洪清安建築師事務所操刀設計，其外型融合了竹中空、節，以及筍殼互相包覆的意象，分別有著「謙虛」、「氣節」與「心靈重生」的象徵意涵。

### 客製化教堂椅

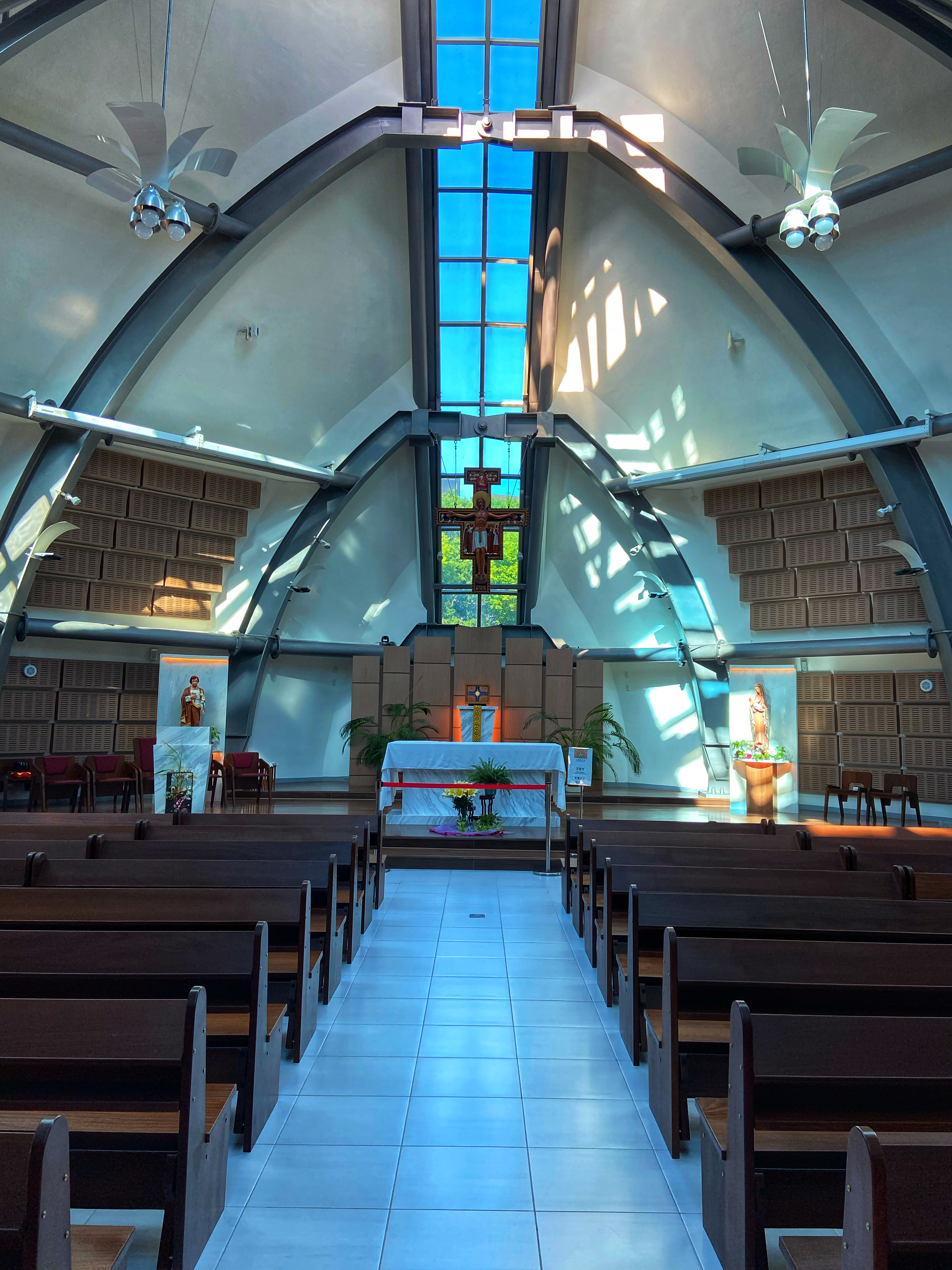
聖堂內部

時任校長唐傳義與臺東縣私立公東高級工業職業學校合作，提供了主顧聖母堂需要教堂椅等專用木作的需求。公東高工木藝中心主任張家瑞表示，從設計到組裝完成耗時半年，動員傢俱木工科超過30位學生，展現深厚技藝之餘也培養自信；唐傳義則表示，公東木工科展現了技職教育的特色，傳承臺灣工匠的精神，此次的合作是最好的正向循環。